# Wapen van Schoten (Nederland)

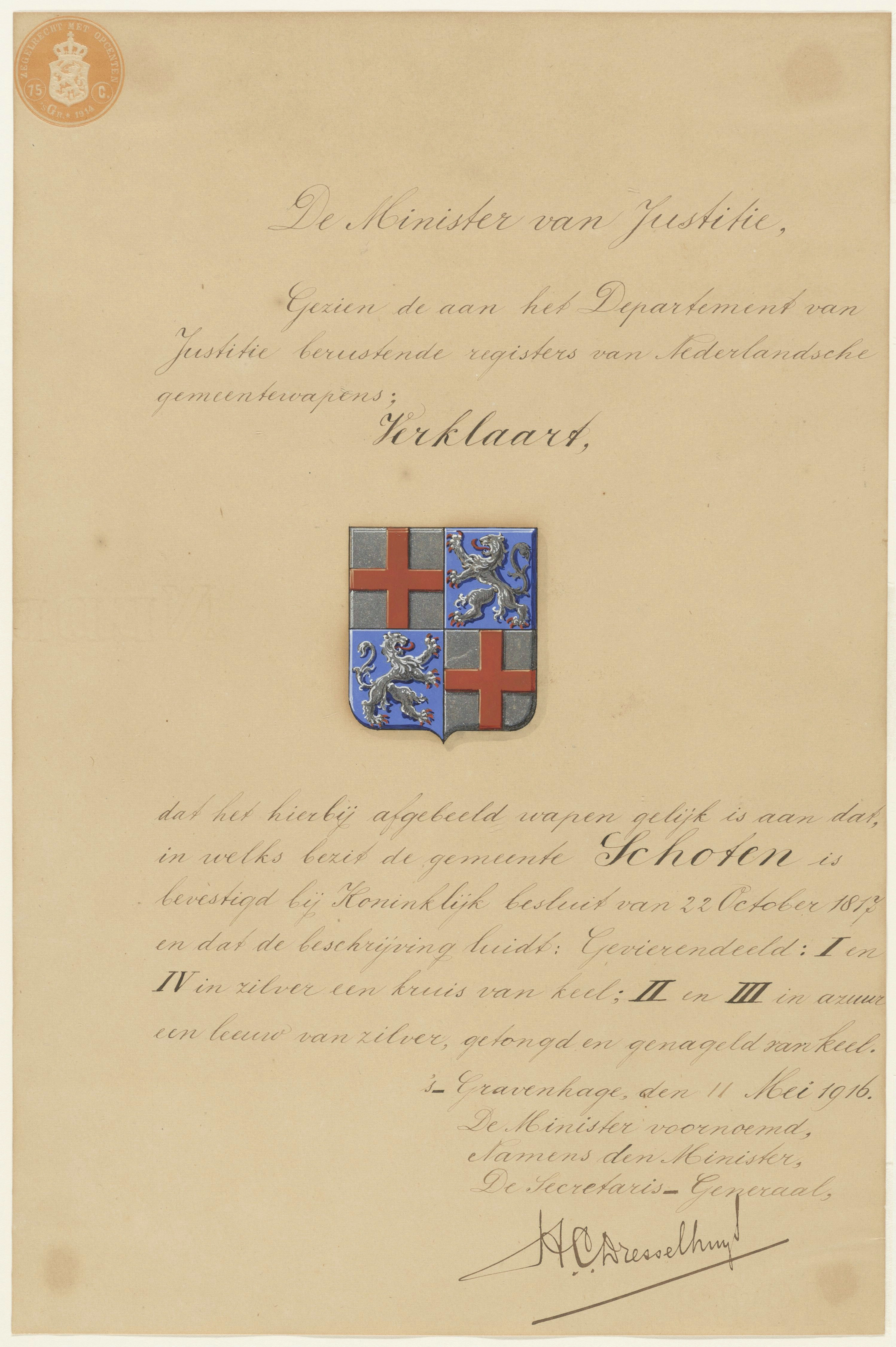
Echtheidsverklaring van 1817

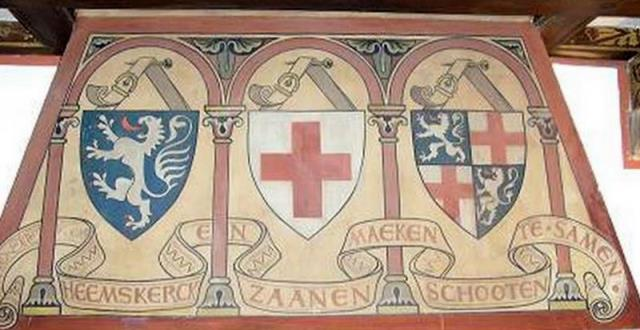
Schouw in Huis te Zaanen te Haarlem met afbeelding: Heemskerck en Zaanen maeken Schooten te saemen

Het wapen van Schoten werd in 1817 in gebruik genomen en in 1927 buiten gebruik gesteld. In dat jaar ging de gemeente Schoten op in de gemeente Haarlem.

## Geschiedenis
Volgens een oude spreuk is Schoten ontstaan uit de plaatsen Heemskerk en Zaanen. De spreuk is te vinden in het Huis te Zaanen. Bij de spreuk zijn ook de afbeeldingen van de wapens van Heemskerk, Zaanen en Schoten gevoegd. Het wapen van Schoten is hier echter op een manier afgebeeld die niet meer gebruikt wordt, namelijk in spiegelbeeld. De spreuk luidt:
Heemskerck en Zaanen maeken Schooten te samen.
Schoten is niet ontstaan uit Heemskerk of Zaanen, het dorp werd namelijk al in de 9e eeuw genoemd als Scota. Heemskerk en Zaanen (een voormalige heerlijkheid) werden pas in respectievelijk 1063 en 1225 genoemd.
De leeuw in het wapen van Schoten is afkomstig van het wapen van de familie Van Schoten. De familie voerde een zilveren leeuw op een blauw veld. Gerrit van Schoten werd in 1509 heer van Zaanen, mogelijk heeft hij het wapen van Zaanen samengevoegd met zijn familiewapen tot het wapen van Schoten. Het wapen van Zaanen bestond uit een rood kruis op een zilveren veld.
Soms wordt de onderste leeuw weleens omgewend (naar links, voor de kijker rechts, kijkend) afgebeeld. Over de juistheid is bij verschillende bronnen twijfel. Het omdraaien van wapenfiguren wanneer deze meermaals op hetzelfde wapen voorkomen, zodat deze elkaar aankijken, komt in de heraldiek regelmatig voor, bijvoorbeeld in het wapen van Winkel.

## Blazoenering
De beschrijving van het wapen van Schoten luidde als volgt:
Geëcarteleerd: het eerste en vierde van zilver, beladen met een kruis van keel en het tweede en derde van lazuur, beladen met een leeuw van zilver.
Dit houdt in dat het wapen van Schoten gevierendeeld is. De vier delen zijn, in formaat, gelijk aan elkaar. Het eerste en vierde deel (voor de kijker linksboven en rechtsonder) zijn van zilver met daarop een rood kruis. Het tweede en derde deel (voor de kijker rechtsboven en linksonder) zijn blauw van kleur met daarop een zilveren leeuw. De leeuw kijkt in beide gevallen officieel naar heraldisch rechts (voor de kijker links), er staat namelijk niet in het blazoen vermeld dat de leeuwen omgedraaid staan of in een bepaalde richting kijken. Op de officiële tekening in het wapenregister van de Hoge Raad van Adel echter, kijkt de onderste leeuw wel naar links. Ook is te zien dat de leeuwen een rode tong en rode nagels hebben, iets wat niet in de beschrijving is vermeld.

Versies
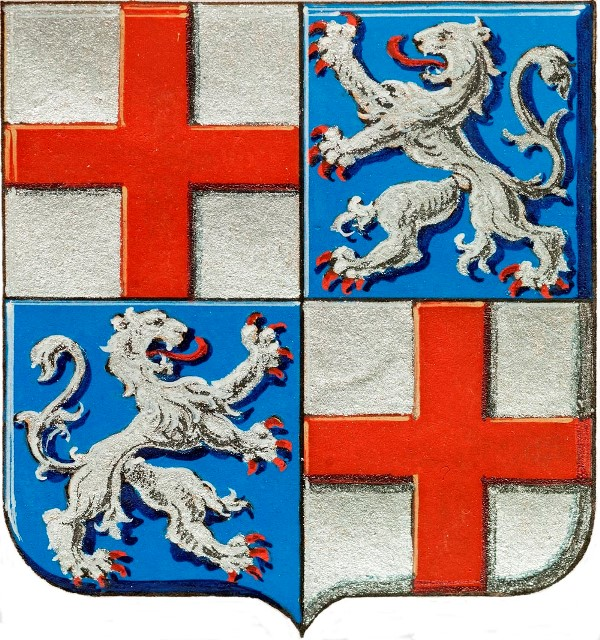
Wapen volgens de verklaring van echtheid van 1817
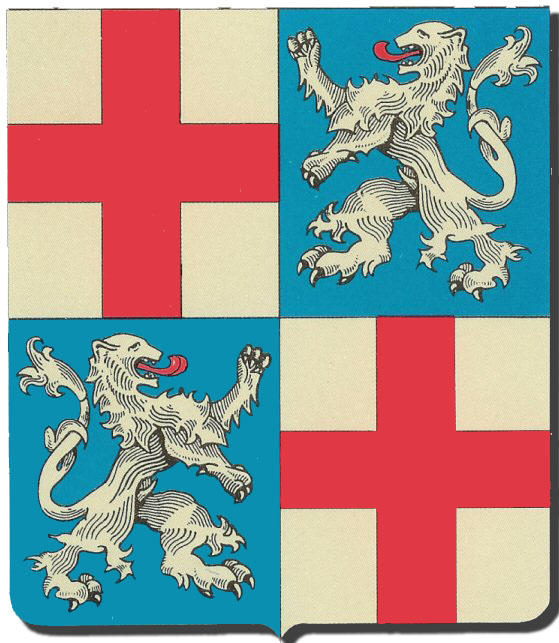
Versie gemaakt op basis van de verklaring van echtheid
Versie volgens Titus van der Laars
Het wapen met de onderste leeuw omgewend, Hoge Raad van Adel

Abbekerk
· Akersloot
· Andijk
· Ankeveen
· Anna Paulowna
· Assendelft
· Avenhorn
· Barsingerhorn
· Beemster
· Beets
· Bennebroek
· Berkenrode
· Berkhout
· Bijlmermeer
· Blokker
· Bovenkarspel
· Broek in Waterland
· Broek op Langedijk
· Buiksloot
· Bussum
· Callantsoog
· De Rijp
· Egmond
· Egmond aan Zee
· Egmond-Binnen
· Graft
·  Graft-De Rijp
· 's-Graveland
· Groet
· Grootebroek
· Grosthuizen
· Haarlemmerliede
· Haarlemmerliede en Spaarnwoude
· Harenkarspel
· Heerhugowaard
· Hensbroek
· Hoogkarspel
· Hoogwoud
· Ilpendam
· Jisp
· Kalslagen
· Katwoude
· Koedijk
· Koog aan de Zaan
· Kortenhoef
· Krommenie
· Kwadijk
· Langedijk
· Leimuiden
· Limmen
· Marken
· Middelie
· Midwoud
· Monnickendam
· Muiden
· Naarden
· Nederhorst den Berg
· Nibbixwoud
· Niedorp
· Nieuwe Niedorp
· Nieuwendam
· Nieuwer-Amstel
· Noord-Scharwoude
· Noorder-Koggenland
· Obdam
· Oosthuizen
· Opperdoes
· Oterleek
· Oude Niedorp
· Oudendijk
· Oudkarspel
· Oudorp
· Petten
· Ransdorp
· Schardam
· Scharwoude
· Schellingwoude
· Schellinkhout
· Schermer
· Schermerhorn
· Schoorl
· Schoten
· Sijbekarspel
· Sint Maarten
· Sint Pancras
· Sloten
· Spaarndam
· Spaarnwoude
· Spanbroek
· Twisk
· Urk
· Ursem
· Veenhuizen
· Venhuizen
· Warder
· Warmenhuizen
· Waverveen
· Weesp
· Weesperkarspel
· Wervershoof
· Wester-Koggenland
· Westwoud
· Westzaan
· Wieringen
· Wieringermeer
· Wieringerwaard
· Wijdenes
. Wijdewormer
. Wijk aan Zee en Duin
· Wimmenum
· Winkel
· Wognum
· Wormer
· Wormerveer
· Zaandam
· Zaandijk
· Zeevang
· Zijpe
· Zuid-Scharwoude
· Zuid- en Noord-Schermer
· Zwaag

Dorpswapens:
Hauwert
· Volendam
· Zwaagdijk-West